# Pic la Selle
Pic la Selle – szczyt w pasmie Chaîne de la Selle. Leży na wyspie Haiti, w państwie Haiti, blisko granicy z Dominikaną. Znajduje się na terenie Parku Narodowego La Visite (Parc National La Visite). Jest najwyższym szczytem państwa Haiti, ale nie wyspy. Najwyższym szczytem wyspy jest Pico Duarte w Dominikanie.